# Erik Viktorson
Erik Viktorson, född 29 augusti 1912 i Halltorp, Kalmar län, död 2001, var en svensk målare.
Han var son till byggmästaren Ernst Hugo Johansson och Thyra Franzén samt tvillingbror till reklamtecknare Folke Johansson (1912-1999). Han medverkade i Septemberutställningen på Galerie Æsthetica 1951 och i Stockholmssalongerna på Liljevalchs konsthall i Stockholm. Hans konst består av figurstudier, landskapsskildringar, arbetslivsskildringar och Första maj-motiv.